# ネレトバの戦い (映画)

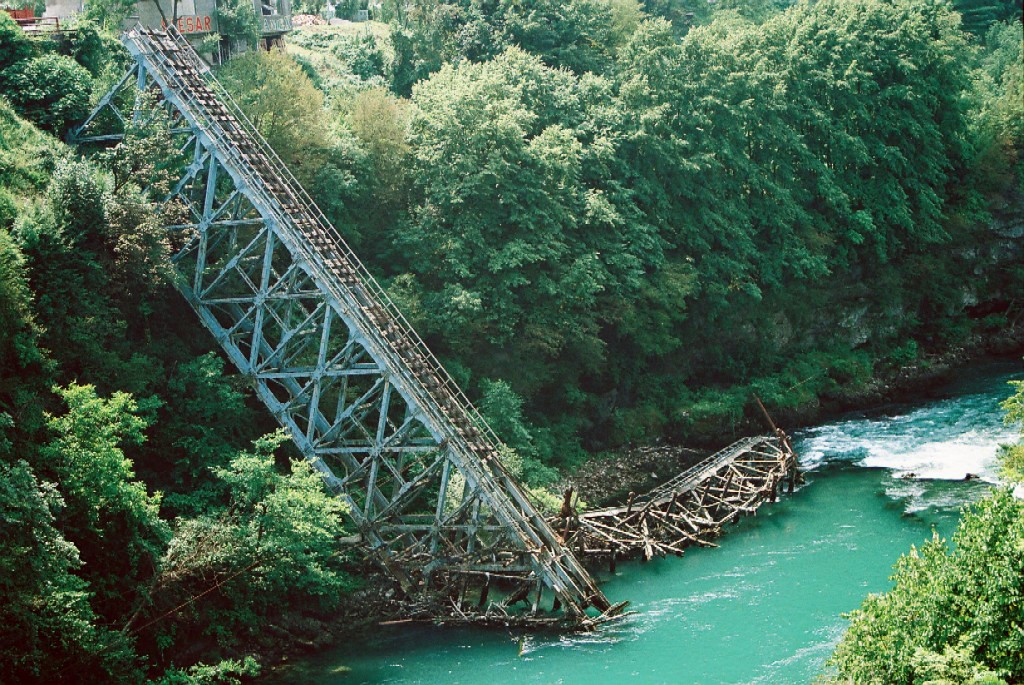
ネレトヴァ川にかかる橋。本作の撮影中に建造され、また2度爆破されている

『ネレトバの戦い』（ネレトバのたたかい、セルビア・クロアチア語：Bitka na Neretvi、英：The Battle of Neretva）は、1969年のユーゴスラビアの戦争映画。脚本はステバン・ブライーチとヴェリコ・ブライーチ、監督はヴェリコ・ブライーチ。第二次世界大戦に実際に行われた戦闘「ネレトヴァの戦い」に基づいている。アカデミー外国語映画賞にノミネートされた。

## 戦闘
ネレトヴァの戦いは、1943年、ユーゴスラビアのパルチザンに対してドイツ・イタリア・クロアチアの枢軸側が合同で行った戦略的な掃討計画に基づく作戦の中で起きた。これは第4次攻勢としても知られ、現ボスニア・ヘルツェゴビナのネレトヴァ川流域で戦われた。
この戦いでパルチザン部隊は圧倒的多数の枢軸軍を出しぬいて壊滅を免れ、最終的な勝利への道を開いた。

## ストーリー
1943年、枢軸軍は合同でユーゴスラビアのパルチザンを根絶する作戦を企てた。ドイツ軍、イタリア軍、クロアチア独立国（ウスタシャ）軍と、セルビア王党派（チェトニック）からなる15万の軍隊は、避難民を加えて総勢約3万人のパルチザンをネレトヴァ川西岸の谷間に追い詰めた。
圧倒的に劣勢のパルチザンは、負傷者・病人もすべて連れていく、というチトー元帥の方針のもと、多数の負傷者をかかえた野戦病院を伴っていた。それは、彼らが敵の手にかかるとすべて処刑されてしまうからである。しかしその病院にもチフスが発生するなど、状況は絶望的だった。
枢軸側はパルチザンをネレトヴァ川の両岸から攻撃する態勢を取っていたが、パルチザンは自ら東岸に渡る橋を爆破してしまう。これを、西岸の敵への自殺攻撃の前兆と判断した枢軸側は兵力を集中すべく大規模な配置換えを開始した。しかしそれはパルチザンの計略だった。彼らはいったん破壊した橋に仮橋を架け、手薄になった東岸に一気に渡った。ドイツ空軍による爆撃も狭隘な谷間には効果がなかった。こうしてパルチザンは苦境を脱したのだった。

## キャスト
| 役名                                         | 俳優                     | 日本語吹き替え | 日本語吹き替え |
| 役名                                         | 俳優                     | TBS版          | テレビ朝日版   |
| -------------------------------------------- | ------------------------ | -------------- | -------------- |
| マルチン（砲兵指揮官）                       | セルゲイ・ボンダルチュク | 塩見竜介       | 雨森雅司       |
| ヴラド（工兵指揮官）                         | ユル・ブリンナー         | 森川公也       | 小林修         |
| モレッリ将軍（イタリア軍）                   | アンソニー・ドーソン     |                |                |
| ナダ（看護婦）                               | ミレナ・ドラヴィッチ     |                |                |
| ローリング将軍（ドイツ軍）                   | クルト・ユルゲンス       | 川久保潔       |                |
| ダニカ（パルチザン兵士）                     | シルヴァ・コシナ         | 沢田敏子       |                |
| クランツァー大佐（ドイツ軍）                 | ハーディ・クリューガー   | 仁内達之       | 若本紀昭       |
| リヴァ大尉（イタリア軍からパルチザンに参加） | フランコ・ネロ           | 伊武雅之       | 小川真司       |
| イヴァン（パルチザン兵士）                   | ロイツエ・ロスマン       |                |                |
| チェトニック評議員                           | オーソン・ウェルズ       |                |                |

- TBS版：初回放送日1973年4月2日、4月9日21:00-22:55『月曜ロードショー』[2]
- テレビ朝日版：初回放送日1978年6月18日21:00-22:54『日曜洋画劇場』

## トリビア
- ヴラド役のユル・ブリンナーとチェトニク評議員役のオーソン・ウェルズは1985年10月10日、同じ日に死亡した。
- この映画の英語版のためのポスターの1枚はパブロ・ピカソが制作した。

### 改造タイガー戦車
本作は当時のユーゴスラビアで最も予算が投じられた映画で、ユーゴスラビア人民軍の将兵のうち志願者1万人が撮影に参加した。個人装備や小火器等は大戦中に得た大量の鹵獲品をそのまま小道具として使えたが、ドイツ製装甲車両は既に部品の枯渇や装備更新などのために数が少なく、撮影に用いることは難しくなっていた。そこで人民軍の主力戦車だったソ連製T-34-85戦車を元にした撮影用の「ドイツ戦車」を制作することになった。従来の映画でもドイツ風の塗装や外装の小改造を施されたT-34-85戦車がドイツ戦車を演じることは少なくなかったが、本作ではパルチザンが立ち向かい最終的に打倒する「強大な敵」たるドイツ軍の象徴としてタイガーI重戦車を登場させることが求められた。
T-34-85戦車のサスペンションの構造はタイガー戦車とは大きく異なるが、少なくともM4中戦車やM47戦車といった人民軍が保有する他の戦車に比べれば、ある程度は類似した外見を備えていた。車体形状も大きく異なるため、タイガー戦車を模した車体全体を覆う外装が取り付けられた。前方には操縦手用の覗き窓とダミーの機銃が取り付けられている。戦車の動作に影響を与えないように、車体上部のエンジンの排気口は開放されていた。砲塔および主砲も、外装を取り付けることでタイガー戦車に似せている。外装の材質は不明だが、金属あるいは木製で、走行中や戦闘シーンの撮影中に破損しない程度の強度を備えていた。本作においては第329戦車旅団に所属していた4両の戦車が撮影に用いられ、また少なくとも3両の改造タイガー戦車が製作された。
改造タイガーはその後もいくつかの映画に出演していくことになる。1973年の映画『風雪の太陽』でも本作撮影時に製作された改造タイガー戦車が使われ、この際にはキューポラ、ピストルポート、スモークディスチャージャなど、よりタイガー戦車らしく見せるための細かい部品が追加されていた。1970年のアメリカ映画『戦略大作戦』も撮影地はユーゴスラビアで、さらなるディテールアップを施された改造タイガー戦車が登場した。

## DVD
過去、1973年4月2日.9日、TBS「月曜ロードショー」で前後編テレビ初放送されたが、日本では長らくDVD化されてこなかった。
2010年、イギリスのArrow Films社から、"The Battle of Neretva"として、英語字幕版のDVDがに発売され、日本からはAmazon.co.ukなどを通して入手が可能である。なお、イギリスのDVDリージョンコードは日本と同じであるが、テレビはPAL方式であるため、NTSC変換機能のあるプレイヤーを使わない限り、本作のDVDは、日本ではPC上でしか再生できない。
2013年7月26日、株式会社アネックより日本語字幕の付いたDVDが、デジタルリマスター版（144分）とインターナショナル版（105分）の2枚組セットで発売された。